# Longchamps-sur-Aire
Longchamps-sur-Aire ist eine französische Gemeinde im Département Meuse in der Region Grand Est (bis 2015 Lothringen). Sie gehört zum Arrondissement Commercy und zum Kanton Dieue-sur-Meuse (bis 2015: Kanton Pierrefitte-sur-Aire). Die Gemeinde hat 120 Einwohner (Stand: 1. Januar 2022).

## Geografie
Longchamps-sur-Aire liegt etwa 25 Kilometer südsüdwestlich von Verdun an der Aire. Umgeben wird Longchamps-sur-Aire von den Nachbargemeinden Neuville-en-Verdunois im Norden, Courouvre im Nordosten, Pierrefitte-sur-Aire im Osten und Süden, Raival im Südwesten sowie Érize-la-Petite und Pierrefitte-sur-Aire im Westen und Nordwesten.

## Bevölkerungsentwicklung
| Jahr                       | 1962 | 1968 | 1975 | 1982 | 1990 | 1999 | 2006 | 2019 |
| Einwohner                  | 238  | 211  | 157  | 144  | 131  | 137  | 145  | 121  |
| Quellen: Cassini und INSEE |      |      |      |      |      |      |      |      |